# Annulene

Strukturformel eines Isomers von [14]Annulen

Annulene sind vollständig konjugierte, monocyclische Kohlenwasserstoffe der allgemeinen Formel (CH)n, wobei n die Größe des Rings bezeichnet und bei der Kurzbezeichnung der Annulene in eckigen Klammern vorangestellt wird. 1,3-Cyclobutadien wäre demnach [4]Annulen. Diese vereinfachte Nomenklatur zur Bestimmung monocyclischer Kohlenwasserstoffe wurde von Franz Sondheimer nach der ersten erfolgreichen Synthese eines [18]Annulens (1,3,5,7,9,11,13,15,17-Cyclooctadecanonaen) eingeführt.
Bei reinen Kohlenwasserstoffverbindungen ist die Größe des Rings zudem als quantitative Angabe der π-Elektronen geeignet. Diese ist gemäß der Hückel-Regel eines der ausschlaggebenden Kriterien für die Beurteilung der Aromatizität eines konjugierten Ringsystems. [10]Annulen ist allerdings trotz Erfüllung dieser Regel nicht aromatisch, da durch sterische Hinderung die Ausbildung einer planaren Geometrie verhindert wird, von dieser Verbindung existieren auch mehrere cis-trans-Isomere.